# Кефчиян, Феликс Артаваздович
Фе́ликс Артава́здович Кефчия́н (12 июля 1938, Москва — 29 февраля 2008 года, там же) — советский и российский кинооператор, работавший также на телевидении.

## Биография
Родился в семье актёра Артавазда Кефчияна (1906—1956). Закончил операторский факультет ВГИК.
Стоял у истоков отечественного телевидения. Руководил началом цветного вещания на Первом канале.
Работал на ТО «Экран». Снял более 20-ти художественных фильмов («Любовь с привилегиями», «Почти смешная история», «Опасный возраст» и др.), был оператором-постановщиком известных телевизионных проектов на НТВ («В нашу гавань заходили корабли», «Глас народа», «Итоги», «Песни с Фоменко», «Футбольный клуб», «Свобода слова», «Независимое расследование», «Депрессия», «Очная ставка» и др.)
Профессор ГИТР. Последние 15 лет своей жизни был деканом кинотелеоператорского факультета «Гуманитарного института телевидения и радиовещания им. М. А. Литовчина».
Умер 29 февраля 2008 года в Москве. Похоронен на 5-м участке Армянского кладбища, рядом с отцом — актёром Артаваздом Кефчияном.

## Фильмография

### Операторские работы
1. 1970 «Трапеция»
2. 1972 «Необыкновенный концерт»
3. 1977 «Почти смешная история»
4. 1978 «Стратегия риска»
5. 1979 «Инспектор Гулл»
6. 1980 «Частное лицо»
7. 1981 «Опасный возраст»
8. 1983 «Раннее, раннее утро»
9. 1985 «Подружка моя»
10. 1985 «Мужские тревоги»
11. 1986 «Земля моего детства»
12. 1988 «Остров Ржавого генерала»
13. 1989 «Любовь с привилегиями»
14. 1990 «Далеко-далече»
15. 1997 «Брегет»
16. 1998 «Максимилиан»